# Чанадірткарі
Чанадірткарі (груз. ჩანადირთკარი) — село в Грузії.
За даними перепису населення 2014 року в селі проживає 169 осіб.